# Sugiura Mimpei

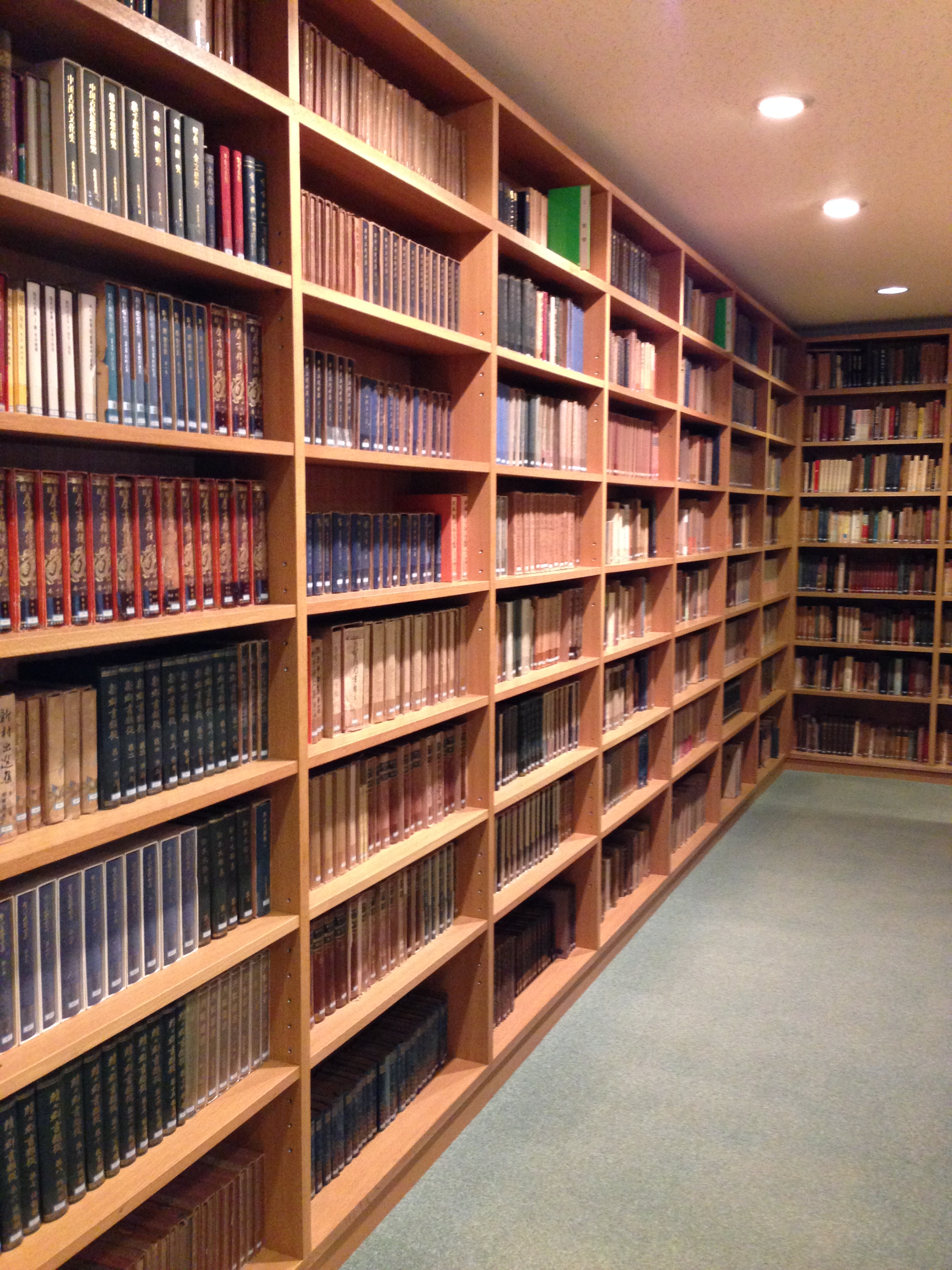
Von Sugiura einer Bibliothek gespendete Bücher

Sugiura Mimpei (japanisch 杉浦 明平; geboren 9. Juni 1913 in Fukue (Präfektur Aichi); gestorben 14. März 2001 in der Präfektur Aichi) war ein japanischer Schriftsteller und Literaturkritiker.

## Leben und Wirken
Sugiura Mimpei machte 1936 seinen Studienabschluss an der Universität Tokio im Fach Literaturwissenschaft. Während seiner Studienzeit gab er die Universitätszeitung „Teidai shimbun“ (帝大新聞) heraus, gab daneben mit literarisch interessierten Freunden Tachihara Michizō，Terads Tōru (寺田 透; 1915–1995) und anderen das Magazin mit dem scherzhaft gemeinten Namen „Miseinen“ (未成年) – „Minderjährig“ heraus. Ermutigt von Tsuchiya Bummei verfasste er Gedichte.
Nach dem Zweiten Weltkrieg schloss sich Sugiura mit Maruyama Masao, Noma Hiroshi und anderen zur „Mirai no kai“ (未来の会) zusammen, die das Magazin „Mirai“ – „Zukunft“ – herausgab. 1951 wurde er mit „Sengo tanka-ron“ (戦後短歌論) – „Kritische Betrachtung der Tanka der Nachkriegszeit“ zum anerkannten Literaturkritiker. Er kehrte nach Fukue, in das Dorf in der Präfektur Aichi, in dem er geboren wurde, zurück. Dort engagierte er sich in der Dorfpolitik und arbeitete im Gemeinderat mit. Seine Erfahrungen fasste er 1953 in dem Buch „Norisoda sōsō ki“ (ノリソダ騒動記) – etwa „Bericht zum Norisoda-Aufruhr“ – zusammen. Das ist ein Bericht über eine örtliche Auseinandersetzung, in der Korruption eine Rolle spielte. Der Bericht gilt als Pionierleistung auf dem Gebiet der dokumentbasierten Literatur hin zur Dokumentation. Ein weiteres Beispiel ist 1954 „Kichi roku-rei-go gō“ (基地六〇五号), das sich gegen eine amerikanische Militärbasis richtet.
Sugiura schrieb auch geschichtlich basierte Bücher wie 1971 „Shōsetsu Watanabe Kazan“ (小説 渡辺崋山), einen Roman über Watanabe Kazan. Weitere Titel sind „Sengoku ranse no bungaku“ (戦国乱世の文学) – „Literatur der turbulenten Sengoku-Zeit“ 1965, „Kōshō no shisō“ (哄笑の思想) – etwa „Gedanken zum Lachen“ 1966, „Ishin zen’ya no bungaku“ (維新前夜の文学) – „Literatur am Vorabend der Meiji-Restauration“ 1967. Sie zeigen die Erweiterung traditioneller Literaturkonzepte. Eine weitere Reihe von Publikationen basiert auf seinen Studien zur italienischen Renaissance. So veröffentlichte er 1954 und 1954 „Notizen des Leonardo da Vinci“ und 1995 „Briefe des Michelangelo“.
Sugiura schrieb mehr als 60 Romane.